# Pierre Hurmic
Pierre Hurmic é um político francês que serve como prefeito de Bordeaux desde 2020. Membro do Grupo dos Verdes/Aliança Livre Europeia (EELV), foi eleito pela primeira vez para o conselho municipal de Bordéus em 1995. Em 2020, ele derrotou o titular Nicolas Florian.